# ジャロリディン・マシャリポフ
ジャロリディン・カドムボイ・オルリ・マシャリポフ（ウズベク語: Jaloliddin Qadomboy o'g'li Masharipov, Джалолиддин Кадомбой оглы Машарипов、1993年9月1日 - ）は、ウズベキスタンのサッカー選手。ウズベキスタン代表。ポジションはFW。

## クラブ歴
FCパフタコール・タシュケントの下部組織出身でトップチームに昇格し選手となった。2017年にPFCロコモティフ・タシュケントに期限付き移籍した。2020年7月にはトラブゾンスポルへの移籍が噂されたが実現しなかった。この年は35試合で9得点22アシストを記録する大活躍を見せていたが、AFCチャンピオンズリーグ2020では準々決勝で早々にレッドカードを受け退場した事が響いて敗北した戦犯となってしまった。
2020年12月26日にサウジ・プロフェッショナルリーグのアル・ナスルFCに移籍。翌月、半年の期限付き移籍でアル・アハリ・ドバイに移籍した。
2023年9月27日、パンセライコスFCに移籍した。

## 代表歴
アンダー代表としてはU-20代表として2013 FIFA U-20ワールドカップに、U-23代表としてAFC U-23選手権2016、2018年アジア競技大会に出場している。U-23代表で臨んだキングスカップ2015では姜祥佑の腹部を蹴り退場処分となった事もあった。
A代表では2016年10月6日に行われた2018 FIFAワールドカップ・アジア3次予選・イラン代表戦で61分にサルドル・ラシドフに代えて投入されて初出場を記録した。代表初得点は2019年1月13日に行われたAFCアジアカップ2019・トルクメニスタン代表戦であった。